# Laeops parviceps
Laeops parviceps är en fiskart som beskrevs av Günther, 1880. Laeops parviceps ingår i släktet Laeops och familjen tungevarsfiskar. Inga underarter finns listade i Catalogue of Life.